# Palazzo in via Francesco Caracciolo n.13
Il Palazzo in via Francesco Caracciolo n.13 è un edificio di valore storico e architettonico di Napoli, ubicato nel quartiere Chiaia.
Il palazzo presenta una facciata, di cinque piani, escluso il piano terra, composta da tre ordini. Al centro del primo, che costituisce il basamento, vi è l'accesso con il rettangolare portale in pietra dai bordi smussati, affiancato da due colonne doriche che reggono la balconata a balaustra dell'apertura centrale ad arco del piano ammezzato. Tra tale balconata e la chiave di volta del portale vi è apposto una sorta di cartiglio in stucco che reca la data di completamento in lettere romane (si tratta del 1921). Al secondo e al terzo la parte centrale della facciata presenta balconi a tre fornici su ciascun livello inquadrati da paraste giganti, mentre ai lati ogni apertura è dotata di balconi singoli ed è separata per due piani da delle lesene dai capitelli corinzi in stucco. 
La cosa che contraddistingue maggiormente il palazzo è però l'angolo tra via Caracciolo e via Tommaso Campanella costituito da un corpo cilindrico che reca al piano nobile e al terzo delle balconate continue a profilo circolare.
Al giorno d'oggi il palazzo è in perfette condizioni di conservazione nella sua funzione di lussuoso condominio privato.